# Diablo (Lazza)
Diablo è un singolo del rapper italiano Lazza, rilasciato il 20 ottobre 2017 da Sony

## La canzone
Il brano è stato pubblicato indipendentemente, alcuni mesi dopo l'uscita di Zzala: questo perché esso vuole mostrare il nuovo stile adottato da Lazza, che abbraccia quasi totalmente la wave trap della nuova scuola rap statunitense.

## Video musicale
Il 26 ottobre 2017 è stato pubblicato il video ufficiale della canzone, realizzato per festeggiare l'esibizione prossima dell'artista ai Magazzini Generali di Milano. Il video è stato girato da Igor Grbesic e Marc Lucas.

## Tracce
1. Diablo – 2:54

## Classifiche
| Classifica (2017) | Posizione massima |
| ----------------- | ----------------- |
| Italia            | 35                |